# Casa Justí Roig
La Casa Justí Roig és una obra modernista de Capellades (Anoia) inclosa a l'Inventari del Patrimoni Arquitectònic de Catalunya.

## Descripció
Casa amb ornamentació, a la façana, modernista. Destaquen les mènsules, amb decoració floral, sota els balcons que formen el primer i segon pis. Entre les mènsules de cada balcó del segon pis hi ha un registre ornamental de cinc arquets apuntats que tanquen decoració floral. Destacat que aquesta casa no presenta, a nivell de façana, finestres, i que les portes són emmarcades per guardapols. Les quatres finestres que hi ha al tercer pis són un afegit posterior on segurament hi havia hagut una galeria. Són de destacar els elements en ferro forjat, amb decoració floral, del primer pis.

## Història
Inicis del S.XX.